# Операција Ехо
Операција Ехо је био кодни назив који су снаге Канаде дале својим ваздушним активностима током рата на Косову 1999. године. У оквиру подршке НАТО операцији Савезничка сила, канадски авиони стационирани у ваздухопловној бази Авијано у североисточној Италији изводили су бомбардовања изнад Балкана.
Током кампање, канадски ваздушни контингент састојао се од 18 авиона CF-18 Хорнет из 441. и 425. тактичке ловачке ескадриле, са 69 чланова посаде и 250 припадника техничког особља. Између 24. марта и 10. јуна 1999. године, извели су 684 полетања у оквиру 224 мисије и испустили скоро 230.000 kg класичних и прецизно навођених бомби. Иако су канадске снаге чиниле мање од 2% од укупно 1.000 савезничких авиона ангажованих у сукобу, учествовале су у 10% свих бомбардовања.